# Yanina Weiland
Yanina Weiland (* 11. Mai 1994 in München) ist eine deutsche Volleyball- und Beachvolleyballspielerin.

## Karriere
Yanina Weiland begann 2004 mit dem Volleyball als Zehnjährige beim PSV München. In der Saison 2007/08 wechselte sie zum SV Lohhof. Dort erreichte sie mit der D-Jugend den dritten Platz bei den Deutschen Meisterschaften in Lohhof. Ihre größten Erfolge in der Jugend gelangen ihr in der Saison 2008/09, als sie sowohl in der Halle im hessischen Dieburg mit der U16 deutsche Meisterin wurde als auch beim Beachvolleyball gemeinsam mit ihrer Partnerin Sandra Ittlinger den Bundespokal der U17 in Damp gewann. Außerdem wurde sie in den Kader der Nationalmannschaft U16 berufen. Im folgenden Jahr errang die Gymnasiastin als Kapitänin des SVL die deutsche Vizemeisterschaft der U18.
In der Saison 2009/10 gehörte Yanina Weiland gemeinsam mit der gleichaltrigen Lisa Keferloher zur Zweitligamannschaft des SVL. Ihren ersten Einsatz in der Anfangsformation hatte Weiland beim Heimspieldebüt der Saison gegen die Roten Raben Vilsbiburg II auf der Diagonalposition.
Ihren ersten Erstligaeinsatz hatte die Schülerin am 21. April 2010 im Carl-Orff-Gymnasium im Heimspiel des SV Lohhof gegen den Mitaufsteiger SC Potsdam, das mit 1:3 verloren wurde.
In der Saison 2010/11 gehörte Weiland zum Kader der ersten Frauenmannschaft des Bundesligaabsteigers. Die Münchnerin stand beim Saisonauftakt gegen die TG Bad Soden, den die Lohhoferinnen mit 3:0 gewannen, in der Startformation. Auch in den beiden Spielen gegen den VC Offenburg (auswärts 1:3, in Unterschleißheim 3:0) stand die Gymnasiastin im ersten Satz auf dem Spielfeld, beim Heimspiel bis zum Ende der Partie. In den ersten zwanzig Begegnungen der Saison wurde Weiland außerdem vierzehn Mal eingewechselt. In den letzten vier Saisonspielen konnte sie wegen einer Verletzung nicht mehr eingesetzt werden. Die jüngste Spielerin des Zweitligakaders des Vereins wurde sowohl als Außenangreiferin als auch als Diagonalspielerin eingesetzt und errang mit dem SV Lohhof die Meisterschaft der zweiten Bundesliga Süd. Die Schülerin erreichte mit der B-Jugend des SV Lohhof den dritten Platz bei den nationalen Meisterschaften. In der A-Jugend wurden die Unterschleißheimerinnen Deutscher Meister, im Finale hatten sie den Gastgeber USC Münster besiegt. Nachdem Yanina Weiland und Sandra Ittlinger Dritte bei den deutschen U20 Beachvolleyballmeisterschaften geworden waren, wurden sie im August als Team Deutschland I für die Beachvolleyballeuropameisterschaften U18 in Litauen nominiert. Nach fünf Siegen in Folge ohne Satzverlust unterlagen die beiden Deutschen in den folgenden beiden Begegnungen ihren Gegnerinnen aus Polen und Russland und belegten den fünften Platz im Gesamtklassement.
Im folgenden Spieljahr stand Yanina Weiland in den ersten acht Begegnungen in der Startformation des SV Lohhof. Nach einer Verletzungspause war die gebürtige Münchnerin zum ersten Mal gegen den VC Olympia Dresden bei einem Kurzeinsatz in der Annahme auf dem Spielfeld. Nachdem die Außenangreiferin im nächsten Spiel bei den Raben Vilsbiburg II von Anfang bis Ende durchspielte, verletzte sie sich ein weiteres Mal. Erst in ihrer vorerst letzten Begegnung für den Verein aus dem Münchner Landkreis gegen die Fighting Kangaroos aus Chemnitz – dies war auch gleichzeitig die letzte Begegnung der Unterschleißheimerinnen in der Saison 2011/12 – konnte die Abiturientin wieder eingesetzt werden. Als Libera trug sie mit dazu bei, dass der SV Lohhof die Saison mit einem Sieg beenden konnte und den siebten Platz in der Abschlusstabelle der Zweiten Bundesliga Süd erreichte.
Bei den in Larnaka auf Zypern ausgetragenen Jugendbeachweltmeisterschaften starteten Weiland und Sandra Ittlinger als einziges weibliches deutsches Team. Nach einem zweiten Platz in ihrer Vorrundengruppe besiegten die beiden Deutschen ein norwegisches und ein niederländisches Paar. Im Viertelfinale schalteten sie die an Nummer drei gesetzten Schweizerinnen Eiholzer/Betschart aus. Nach Dreisatzniederlagen in der Vorschlussrunde und im Spiel um die Bronzemedaille belegten Yanina Weiland und ihre Partnerin den vierten Rang im Gesamtklassement. Im gleichen Jahr wurden die beiden bayerischen Spielerinnen jeweils Dritte bei den deutschen U20- und U19-Beachmeisterschaften.
Im Sommer 2012 wechselte Weiland zum Bundesstützpunkt Nachwuchs Beachvolleyball nach Berlin. In der Halle schlug die Studentin in der Saison 2012/13 für den VC Olympia Berlin 93 auf.
2013 startete die gebürtige Münchnerin bei der Juniorenweltmeisterschaft der unter Einzwanzigjährigen in Umag an der Seite von Anna Behlen. In der Qualifikation konnten die beiden deutschen Athletinnen die Polinnen Paulina Stasiak und Dorota Strag in zwei Sätzen besiegen. In den anschließenden Gruppenspielen gab es zunächst eine Niederlage gegen die Österreicherinnen Lena Plesiutschnig und Katharina Schutzenhofer. Anschließend konnten sich Behlen und Weiland mit den Siegen gegen die Russinnen Xenija Dabischa / Xenija Diatschuk und Guadalupe Gonzalez / Gina Vivas aus Venezuela für die erste Hauptrunde qualifizieren. Dort gelang ihnen zunächst ein deutlicher 21:9/21:15 Erfolg über die spätere Vizeweltmeisterin des Jahres 2022 Sophie Bukovec mit ihrer damaligen Partnerin Alexandra Woolley aus Kanada. In der folgenden Begegnung musste sich auch die 2022 aktuelle Weltmeisterin Eduarda Santos Lisboa mit Tainá Silva Bigi den deutschen Beachvolleyballerinnen geschlagen geben. Im Viertelfinale gegen die Österreicherinnen konnten Anna Behlen und Yanina Weiland jedoch die Revanche nicht siegreich für sich gestalten, sodass sie den fünften Platz bei dieser Veranstaltung belegten.
Mit ihrer Stammpartnerin Sandra Ittlinger erreichte die Berlinerin in der gleichen Saison das Viertelfinale bei der U20-Europameisterschaft und wurde Sechste bei der U22-EM ein Jahr später. Den beiden aus München stammenden Sportlerinnen gelangen in den folgenden Spielzeiten noch Finalteilnahmen bei der deutschen Tour in Hamburg 2015, Münster und Dresden 2016 sowie Siege in Jena und St. Peter Ording im gleichen Spieljahr. 2016 spielten sie auch international auf der FIVB World Tour und gewannen das CEV-Satellite-Turnier in Messina. Nach der Trennung von ihrer langjährigen Partnerin erreichte Yanina Weiland 2017 mit Anna Behlen in Kühlungsborn und St. Peter Ording noch zwei Mal das Halbfinale. Im letzten Spiel ihrer Karriere in Leipzig im Juli 2018 gelang ihr das gleiche Ergebnis noch einmal mit Regan Scott, anschließend verabschiedete sich Yanina Weiland vom Leistungssport.

## Privates
Bis zu ihrem Umzug nach Berlin wohnte Yanina Weiland gemeinsam mit ihrer Mutter Elli Haider-Weiland, ihrem Vater Federico Weiland und ihrem jüngeren Bruder in München. Nach dem erfolgreich bestandenen Abitur studierte die gebürtige Münchnerin an der TU Berlin.